# عدنان خاشقجی
عدنان خاشقجی (عربی: عدنان خاشقجي) (به انگلیسی: Adnan Khashoggi) (زاده ۲۵ ژوئیه ۱۹۳۵ – درگذشته ۶ ژوئن ۲۰۱۷) بازرگان و دلال اسلحه اهل عربستان سعودی بود. او در دهه‌های ۱۹۷۰ و ۱۹۸۰ میلادی از ثروتمندان مشهور جهان و از دلالان رسوایی ایران‌کنترا (ماجرای مک‌فارلین) بود. ارزش خالص دارایی‌های او در اوایل دهه ۱۹۸۰ حدود ۴ میلیارد دلار آمریکا تخمین زده شده‌است.
وی در ماجرای مک‌فارلین یکی از دلالان مؤثر در ارسال تجهیزات به ایران بود. وی همچنین یکی از اشخاصی بود که تلاش داشت، مقدمات یک کودتا را برای سرنگونی نظام جمهوری اسلامی ایران فراهم کند.
نسبت‌های فامیلی؛ او فرزند محمد خاشقجی پزشک ملک عبدالعزیز، عموی جمال خاشقجی روزنامه‌نگار مقتول و داماد پری زنگنه خواننده ایرانی بود. او همچنین دایی دودی الفاید معشوق پرنسس دایانا بود. محمد الفاید شوهر خواهر او است.

## زندگی
عدنان خاشقجی در سال ۱۹۳۵ میلادی در مکه در خانواده‌ای ترک تبار به دنیا آمد. پدرش محمد خاشقجی پزشک خصوصی ملک عبدالعزیز، پادشاه وقت عربستان بود. عدنان در مصاحبه ای با مجله نیویورک در سال ۱۹۸۹ ادعا کرده‌است که پدربزرگ وی یهودی بوده‌است. عدنان جوان از تماس‌هایش با دربار سعودی استفاده کرد و خیلی زود به حلقه اتصال شرکت‌های نظامی آمریکایی و غربی به ریاض تبدیل شد.
عدنان خاشقجی در دهه‌های ۱۹۶۰ و ۱۹۷۰ میلادی با شرکت نظامی لاکهید (که امروزه لاکهید مارتین خوانده می‌شود) ارتباط داشت و در فروش تسلیحات آمریکایی به عربستان سعودی نقش مهمی ایفا کرد. او سپس در جریان رقابت بریتانیا و فرانسه برای انعقاد یک قرارداد تسلیحاتی ۲۰ میلیارد دلاری با عربستان سعودی که بر مبنای اسلحه در برابر نفت انجام شد، نمایندگی فرانسوی‌ها را برعهده گرفت.
در دهه‌های ۱۹۷۰ و ۱۹۸۰ میلادی عدنان خاشقجی یکی از ثروتمندترین مردان جهان بوده‌است. او همچنین یکی از بزرگ‌ترین قایق‌های تفریحی جهان به طول ۸۶ متر را در اختیار داشت که نام دخترش نبیله را روی آن گذاشته بود. آن قایق ۷۰ میلیون دلاری - که در فیلم «دیگر هرگز نگو هرگز» جیمز باند استفاده شد - به سلطان برونئی فروخته شد و بعدها به دونالد ترامپ، چهل و پنجمین رئیس‌جمهور آمریکا، رسید. ترامپ گفته بود که قایق عدنان خاشقجی را حدود ۳۰ میلیون دلار خریده بود. این کشتی را ترامپ در سال ۱۹۹۱ به شاهزاده سعودی ولید بن طلال فروخت.
عدنان خاشقجی روزگاری به خاطر سبک زندگی تجملاتی‌اش شهرت جهانی داشت. مهمانی‌های چند میلیون دلاری‌اش می‌توانست تا چند روز ادامه پیدا کند.

## رسوایی ایران کنترا
عدنان خاشقجی به عنوان یک واسطه کلیدی در ماجرای ایران کنترا درگیر شد که به ماجرای مک‌فارلین نیز مشهور است. او همراه با منوچهر قربانی‌فر و با حمایت عربستان سعودی و ایالات متحده به دلالی سلاح پرداختند و در یک سری عملیات پیچیده، پول خریدهای تسلیحاتی را از بانک اعتباری و بازرگانی بین‌المللی (BCCI) وام گرفته‌اند.
نقش او در این جنجال زمانی مطرح شد که خاشقجی میلیون‌ها دلار به دانشگاه امریکن در واشینگتن، دی.سی. اهدا کرد تا به ساخت یک استادیوم ورزشی به نام وی اختصاص دهد. از سال ۱۹۸۳ تا زمان طرح کیفر خواست تقلب و اتهامات دیگر در ماه مه ۱۹۸۹ خاشقجی عضو هیئت امنای این دانشگاه بود.
گفته می‌شود که افشای نقش وی در رسوایی ایران‌کنترا به شهرت و اعتبارش لطمه بزرگی وارد کرد. آن تعاملات پشت پرده آمریکا، اسرائیل و ایران در اواخر سال ۱۹۸۶ میلادی ابتدا به روزنامه لبنانی الشراع و بعد به سایر رسانه‌های آمریکا و جهان درز کرد و خیلی زود به یک رسوایی بزرگ تبدیل شد. فردی که به عنوان منبع افشاگری تشخیص داده شد، مهدی هاشمی - برادر داماد حسینعلی منتظری - بعداً در ایران اعدام شد.

## ماجرای چک‌های ۱۳ سنتی
در سال ۱۹۹۰، مجله اسپای آزمایشی را در مورد "میزان خساست و طمع" انجام داد. هدف آن این بود که بفهمند ناخن خشک‌ترین میلیاردر  کیست؟ یا به عبارت دیگر، "ثروتمندان چقدر طمع‌کار هستند؟" برای تعیین این موضوع، آنها برای افراد ثروتمند مختلف، هر کدام یک چک به قیمت ۱۳ سنت فرستادند و سپس منتظر ماندند تا ببینند چه کسی واقعاً چنین چک کوچکی را نقد می‌کند. دو نفر این کار را کردند: دونالد ترامپ و عدنان خاشقجی، تاجر اسلحه اهل عربستان. آنها مطمئن شدند که چک‌ها را به آدرس خانه افراد ثروتمند ارسال می‌کنند و نه به حسابداران آنها. به طوری که گیرنده باید اقدامی برای نقد کردن چک انجام دهد.

## رسوایی ایملدا مارکوس
چندی بعد در ۱۹۸۸ عدنان خاشقجی در سوئیس بازداشت و به اتهام تبانی مالی با ایملدا مارکوس، بیوه رئیس‌جمهوری سابق فیلیپین، فردیناند مارکوس، برای محاکمه به آمریکا مسترد شد. ایملدا مارکوس و عدنان خاشقجی در دادگاهی در نیویورک تبرئه شدند.

## درگذشت
عدنان خاشقجی در ششم ژوئن ۲۰۱۷ (۱۶ خرداد ۱۳۹۶) در سن ۸۲ سالگی در لندن درگذشت. خانواده او گفتند که وی به بیماری پارکینسون مبتلا بود و با آرامش از جهان رفت.